# Эриксен, Виргилиус
Вирги́лиус (Виги́лиус) Э́риксен (1722—1782) — датский живописец, придворный портретист, долгое время работавший в России.

## Биография
Учился у Иоганна Соломона Валя в Копенгагене; в 1757 году прибыл в Санкт-Петербург, где вскоре составил себе в высшем обществе известность благодаря портретам, выполненным масляными красками, пастелью, а также миниатюрам. Получив в 1762 году, по восшествии императрицы Екатерины II на престол, звание придворного живописца, В. Эриксен изображал государыню в разных костюмах, позах и размерах множество раз; её портреты работы художника раскупались чрезвычайно быстро. В одном из своих писем к барону Ф. М. Гримму Екатерина говорит, что она приказала скупить у Эриксена все её портреты, хотя бы их было тридцать, и что граф Орлов, несмотря на все свои старания, не мог добыть от него её конного портрета. Всего известно около 30 портретов Екатерины II работы Эриксена; современники отмечали, что этот художник изображал императрицу наиболее достоверно. Часть портретов кисти художника Екатерина разослала в качестве дипломатических подарков иностранным дворам и своим наиболее доверенным зарубежным корреспондентам. Кроме императрицы, Виргилиус Эриксен портретировал великого князя Павла Петровича, графа Панина, обер-гофмаршала графа Сиверса, графа Григория Орлова, вице-канцлера князя Голицына, барона Фитингофа и его красавицу жену, графа Миниха и его дочь, графиню Аврору Лесток и других великосветских особ. Ему были заказаны портреты знатных дам, участвовавших в придворной карусели 1768 года, в их полных нарядах; но он покинул Россию в 1772 году, не закончив эту работу. По возвращении в Копенгаген назначен придворным живописцем.

## Творчество
Из произведений Эриксена в настоящее время наиболее известны:
- портрет Екатерины II верхом на коне Бриллианте в мундире преображенского полковника («Поход на Петергоф»; картина изображает исторический момент переворота 29 июня 1762 года; создана в том же году; ныне украшает Тронный зал Большого Петергофского дворца), два авторских повторения картины находятся в Государственном Эрмитаже и московской Оружейной палате;
- портрет Екатерины II перед зеркалом (1762–1764 гг.);
- портрет Екатерины II в шугае и кокошнике (1769 год);
- портрет великого князя Павла Петровича в генерал-адмиральской форме (1766 год; ныне в Государственном Русском музее);
- портрет 108-летней старухи-крестьянки (в Государственном Эрмитаже).

Работы Виргилиуса Эриксена не отличаются психологизмом. Скорее, они отображают внешний образ жизни персонажей, их привычки, манеры, суммируя тем самым опыт наблюдений художника за моделью. Тем не менее портреты выполнены на высоком профессиональном уровне.

## Галерея

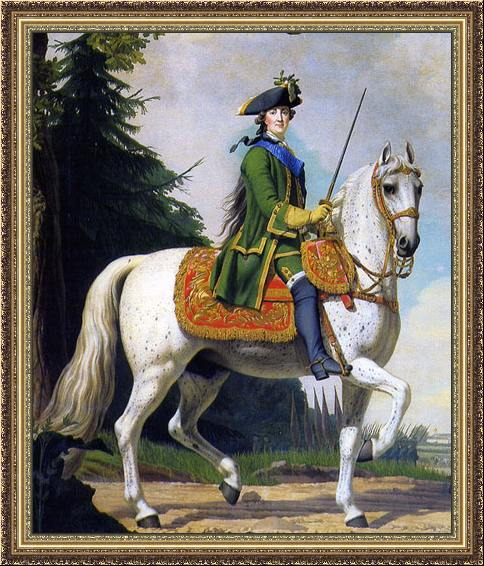
Конный портрет Екатерины Великой («Поход на Петергоф»), 1762
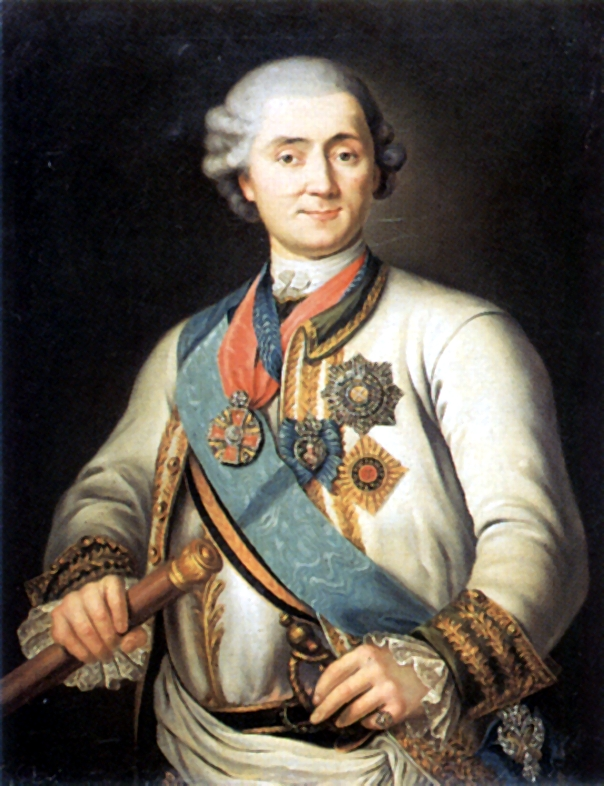
Алексей Орлов-Чесменский. Государственный Русский музей
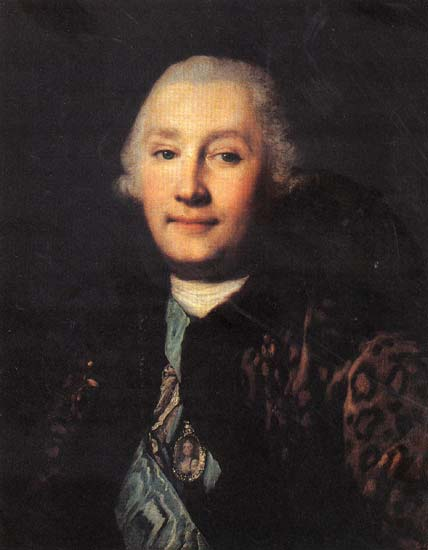
Григорий Орлов. Государственная Третьяковская галерея
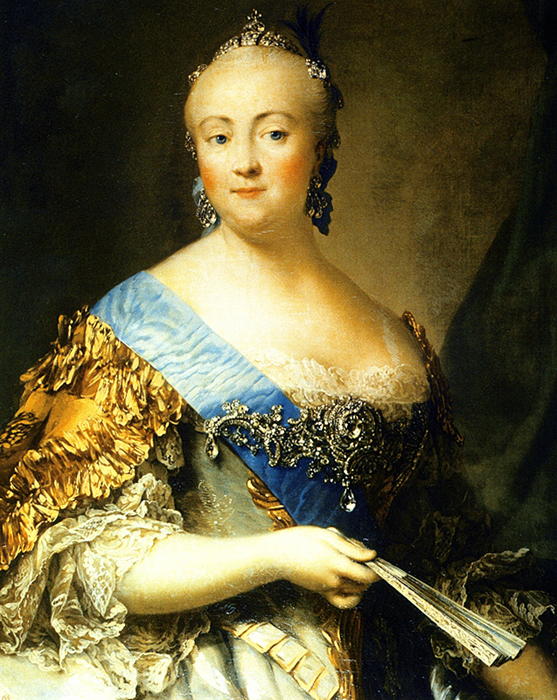
Императрица Елизавета Петровна, 1757. Музей-заповедник Царское Село
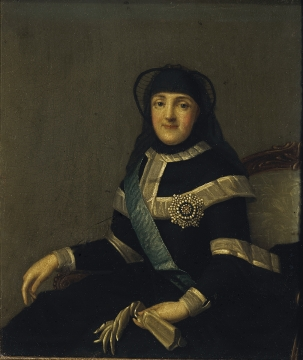
Портрет Екатерины II в трауре по императрице Елизавете Петровне. 1762. Государственная Третьяковская галерея
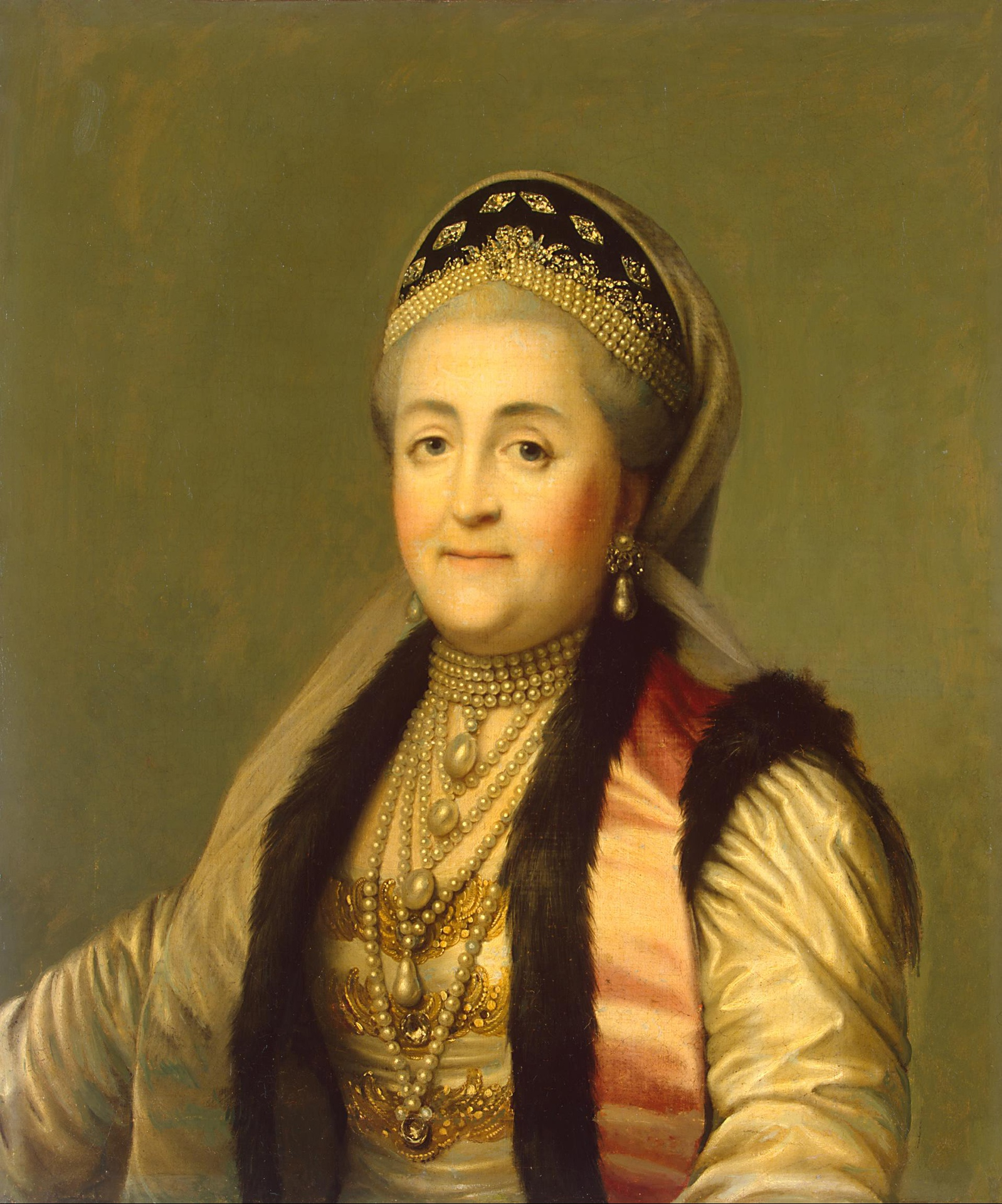
Портрет Екатерины II в кокошнике
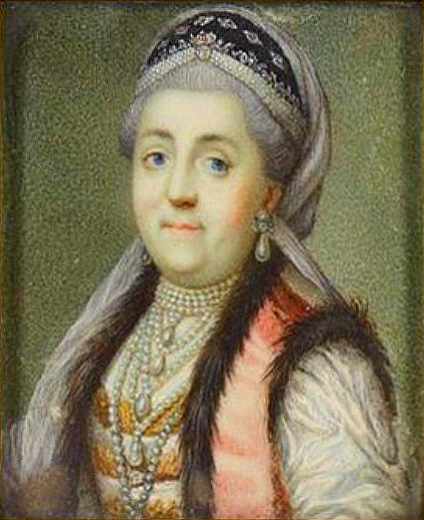
Портрет Екатерины II (миниатюра), 1772 (?)
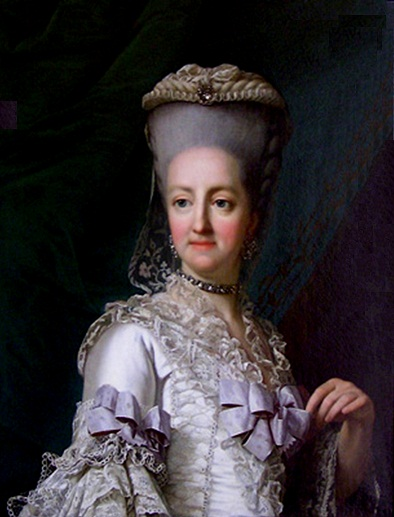
Портрет датской королевы Юлианы-Марии, 1776
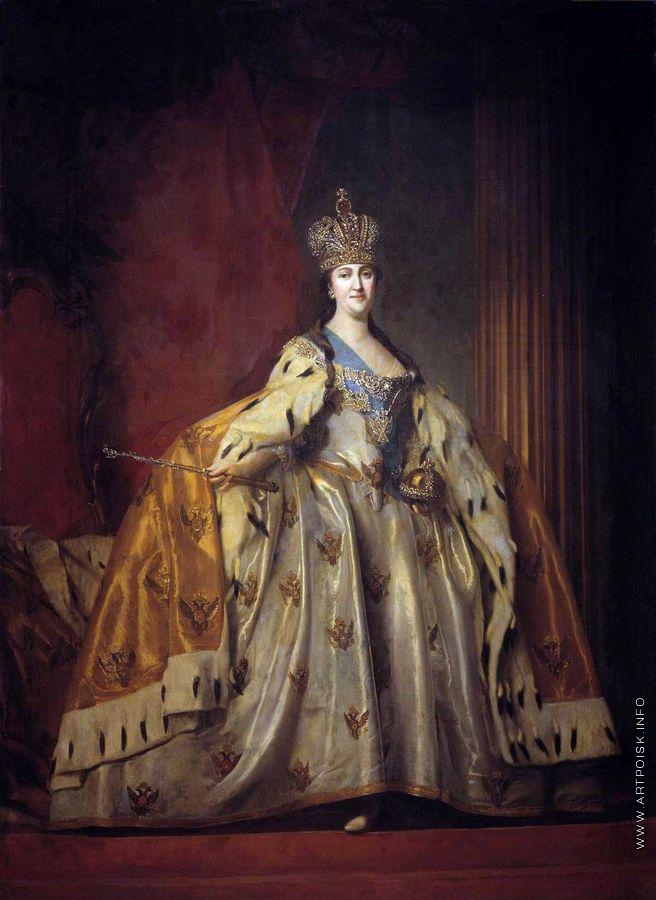
Парадный портрет Екатерины II (копия В. Л. Боровиковского с работы Эриксена), 1779